# Amateurfunkwettbewerb

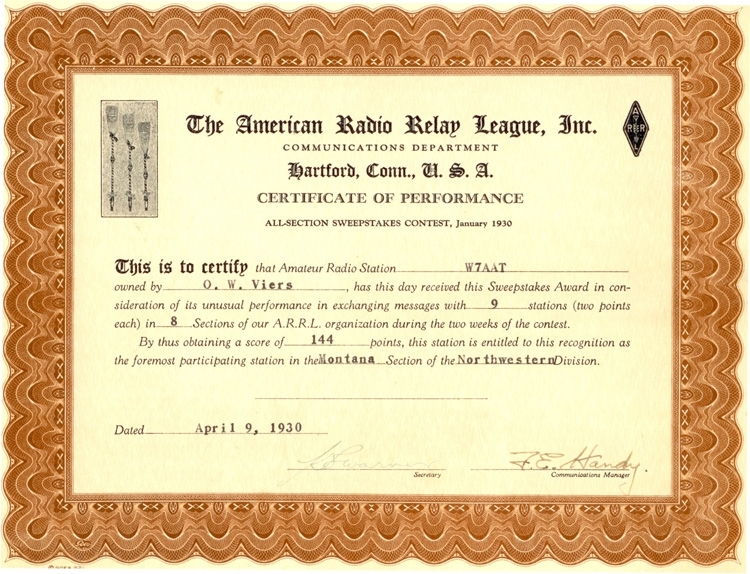
Urkunde für die Teilnahme an einem Contest der American Radio Relay League (1930)

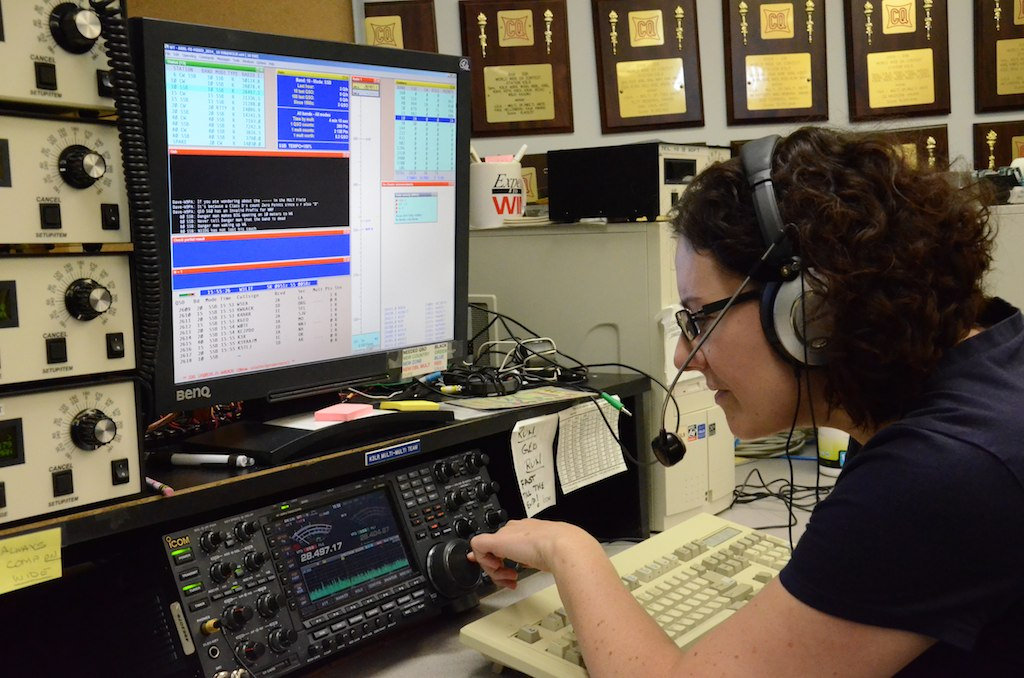
Amerikanische Funkamateurin während eines Contests (2014)

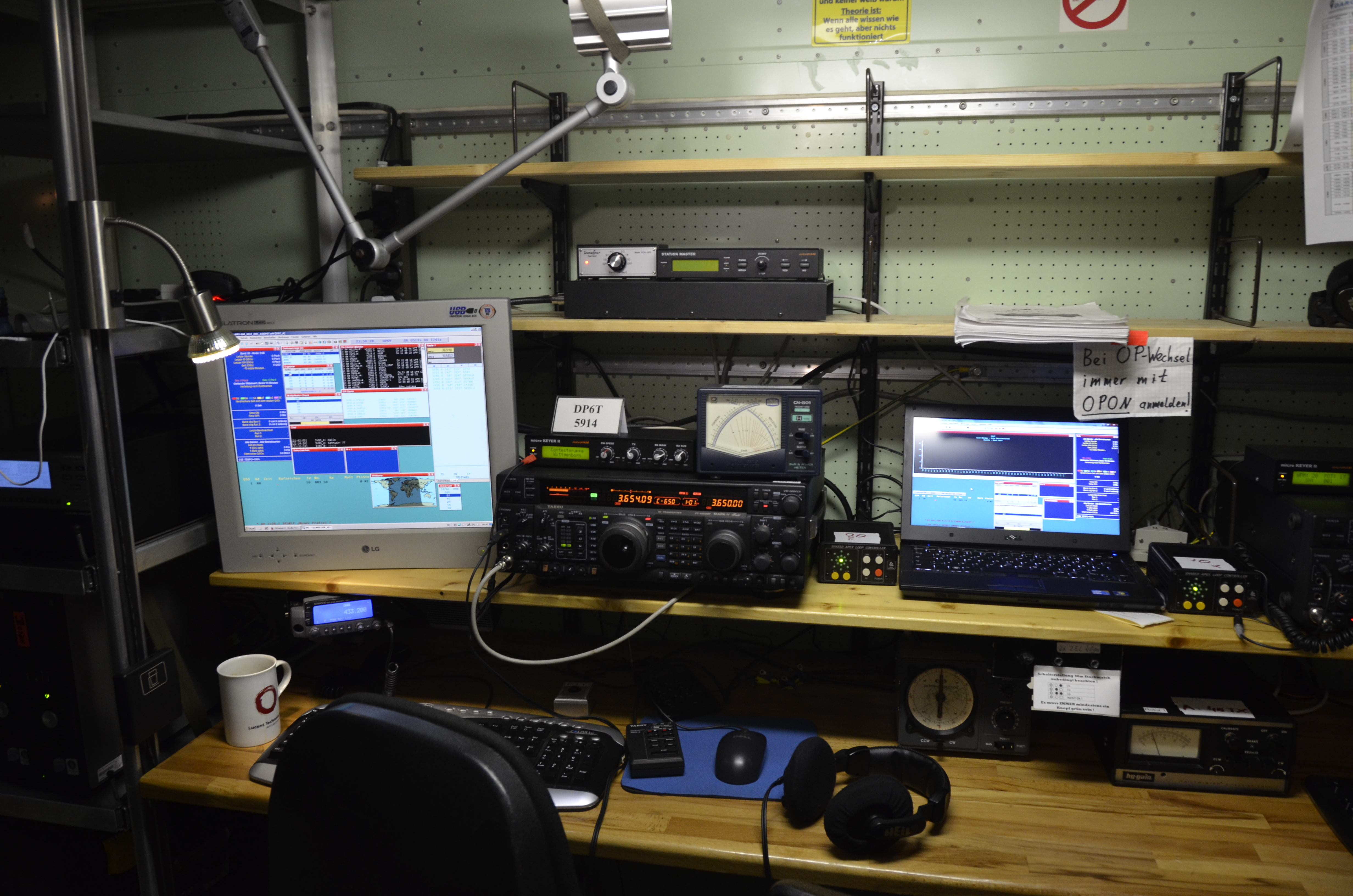
Conteststation in Deutschland (2017)

Ein Amateurfunkwettbewerb (häufig auch englisch bezeichnet als Contest, gelegentlich auch eingedeutscht als Kontest) ist ein Wettbewerb unter Funkamateuren und somit ein Teil des Funksports.
Ein internationaler Amateurfunkcontest dauert meist 24 oder 48 Stunden. Kurzcontests auf nationaler Ebene dauern oft nur wenige Stunden. Ziel ist es dabei, je nach Ausschreibung möglichst viele Wertungspunkte zu erreichen, die aus der Zahl der Verbindungen mit anderen Amateurfunkstellen in einer bestimmten oder allen dafür zugelassenen Betriebsarten auf einem oder mehreren Bändern und der Zahl der erreichten Gebiete, Ortsverbandskenner und/oder Rufzeichenpräfixe errechnet wird.

## Contestverkehr
Als Teilnehmer startet man entweder einen CQ-Contest-Ruf oder antwortet auf den Anruf anderer teilnehmender Stationen. Während der Verbindung werden das Rufzeichen sowie die contestrelevanten Daten ausgetauscht. Diese bestehen aus dem Signal-Rapport sowie meistens aus einer laufenden Nummer beginnend mit 001 und/oder (je nach den Bedingungen der Ausschreibung) einer Abkürzung eines Gebietes, Staates, (Orts)verbandes oder Klubs, dem QTH-Locator oder der ITU-Zone, insbesondere bei von Amateuren in den USA ausgerichteten Wettbewerben auch der CQ-Zone. Seltener werden Name oder Alter der Teilnehmer ausgetauscht.
Der Datensatz (Log) der während des Wettbewerbs erreichten Verbindungen, bestehend aus den empfangenen und gesendeten Informationen sowie der Uhrzeit in UTC, wird heutzutage überwiegend mit einem Logbuchprogramm direkt am Computer erfasst, bevor er in einer festgelegten Frist in einem empfohlenen oder vorgegebenen Format an den Veranstalter übermittelt wird. Handschriftliche Logs wurden per Post beim Veranstalter eingereicht, werden aber mit zunehmender Verbreitung von E-Mail und WWW von immer weniger Veranstaltern akzeptiert. Der Deutsche Amateur-Radio-Club (DARC) akzeptiert nur noch elektronische Contest-Logs im Cabrillo- oder EDI-Format (bei UKW-Contesten).

## Klassen
Je nach Contest gibt es verschiedene Teilnehmerklassen mit getrennter Wertung. In vielen Contesten wird zwischen den benutzten Betriebsarten, sofern mehrere erlaubt sind, unterschieden. Außerdem findet eine Unterteilung in Einzel- und Mehrmannstation (Funkstationen mit mehreren Operateuren) statt. Einmannstationen unterliegen häufig einer Begrenzung der maximalen Betriebszeit, z. B. auf 18 Stunden während eines 24-Stunden-Contests. Die Ruhezeit muss gegebenenfalls im Logbuch dokumentiert werden. Häufig werden unterstützter und nicht-unterstützter Betrieb, was sich auf die Nutzung eines DX-Clusters bezieht, getrennt gewertet. Außerdem werden Teilnehmerklassen nach der verwendeten Sendeleistung unterteilt, meist in die Klassen Low Power (bis zu 100 Watt PEP) und High Power (über 100 Watt PEP), in manchen Wettbewerben gibt es auch noch eine QRP-Klasse (bis 5 Watt PEP) unterteilt.

## Field Day

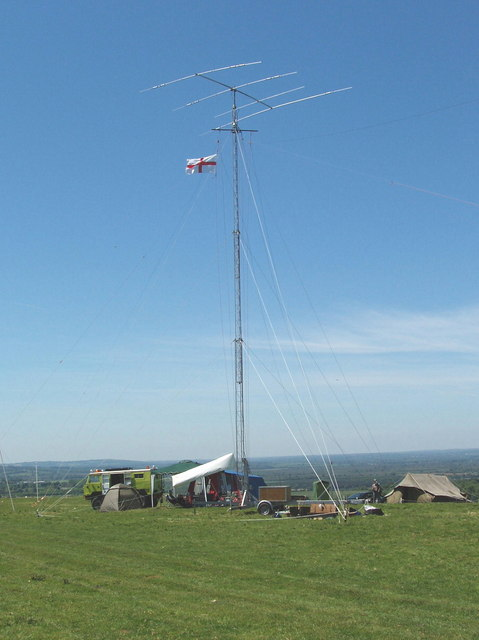
Oxford and District Amateur Radio Society beim Feldtag

An so genannten Field Days (Feldtagen), die auch als Vorbereitung auf eventuellen Notfunkverkehr angesehen werden, nehmen vor allem Stationen mit transportabler Ausrüstung und netzunabhängiger Stromversorgung teil. Ein besonderer Vertreter solcher Conteste mit persönlicher Anwesenheit ist die World Radiosport Team Championship (WRTC) (deutsch „Funksport-Mannschafts-Weltmeisterschaft“), bei der alle vier Jahre qualifizierte Zweierteams 24 Stunden Zeit für QSOs in alle Welt haben.
Heutzutage werden oft auch Amateurfunktreffen ohne Wettbewerbscharakter als Fielddays bezeichnet.

## CQ WPX Contest
Der CQ WPX Contest ist ein jährlich, weltweit stattfindender Wettbewerb der Kurzwellenfunkamateure. Der Contest findet für die Phonieverbindungen (SSB) jeweils am letzten Wochenende des Monats März und für die Morse-Telegrafie am letzten Wochenende des Monats Mai statt. Der Wettbewerb dauert 48 Stunden.